# Marumi Optical
Marumi Optical — японська компанія-виробник аксесуарів для фототехніки. Штаб-квартира знаходиться в Токіо. Компанія займається виробництвом світлофільтрів, телеконвертерів та інших фотоаксессуаров для OEM-замовників і роздрібних покупців.
Довгий час компанія була маловідома роздрібним покупцям: на заводах компанії вироблялася продукція для Soligor, Hama, B+W, Kaiser і Unomat. Останнім часом компанія активно просуває на ринок продукцію і під власною торговою маркою.